# Rumatha
Rumatha is een geslacht van vlinders van de familie snuitmotten (Pyralidae), uit de onderfamilie Phycitinae.

## Soorten
- R. bihindi Dyar, 1922
- R. glaucatella Hulst, 1888
- R. polingella Dyar, 1906